# Stigmaphyllon tergolanatum
Stigmaphyllon tergolanatum är en tvåhjärtbladig växtart som beskrevs av José Cuatrecasas. Stigmaphyllon tergolanatum ingår i släktet Stigmaphyllon och familjen Malpighiaceae. Inga underarter finns listade i Catalogue of Life.